# Besame
Besame é uma canção de autoria de Flávio Venturini e Murilo Antunes nacionalmente conhecida na voz de Jane Duboc, que a gravou especialmente para a novela Vale Tudo, folhetim das 20h da Rede Globo, para ser tema do vilão "César", vivido pelo ator Carlos Alberto Ricelli. Na edição 73 da revista Rolling Stone Brasil (outubro de 2012), dedicada às 100 Maiores Vozes da Música Brasileira, a parte sobre a Jane Duboc (que aparece na 73a posição) tem o seguinte comentário: "Sua interpretação de “Besame”, de Flávio Venturini, incluída na trilha da novela Vale Tudo (1988), é um dos pontos altos de sua trajetória musical".

## Gravações
- Jane Duboc - a cantora paraense foi a primeira a gravar esta canção, que foi lançada especialmente para a novela Vale Tudo, de 1988. Em sua discografia, esta canção só viria a ser lançada na coletânea Chama da Paixão, de 1994.

- Leila Pinheiro - a pianista brasileira também gravou esta canção em 1988, lançando-a no álbum Alma.[4] Sua versão viria a aparecer em várias coletâneas musicais.[5]

- Hebe Camargo - gravou a canção para o álbum "Pra Você" de 1998.

- Flávio Venturini - um dos co-autores da canção (ao lado de Murilo Antunes), Flávio a gravou pela primeira vez no álbum "Cidade Veloz", de 1990.

- João Bosco - gravou a canção especialmente para o documentário Murilo Antunes – Como Se A Vida Fosse Música.[6]

- Alcione - em 2017, a cantora Alcione gravou a canção no seu DVD "Alcione Boleros".[7][8]

### Participação em Trilhas-Sonoras
| Ano  | Novela                 | Intérprete | Info                                                           | Ref. |
| ---- | ---------------------- | ---------- | -------------------------------------------------------------- | ---- |
| 1988 | Vale Tudo (Rede Globo) | Jane Duboc | Tema do vilão "César", vivido pelo ator Carlos Alberto Ricelli |      |